# Lonchaea bukowskii
Lonchaea bukowskii är en tvåvingeart som beskrevs av Leander Czerny 1934. Lonchaea bukowskii ingår i släktet Lonchaea och familjen stjärtflugor. Inga underarter finns listade i Catalogue of Life.